# غرانت توماس
غرانت توماس (بالإنجليزية: Grant Thomas)‏ هو لاعب كرة قدم أسترالية أسترالي، ولد في 14 فبراير عام 1958.

## وصلات خارجية
- غرانت توماس على موقع AustralianFootball.com (الإنجليزية)
- غرانت توماس على موقع AFLtables.com (الإنجليزية)